# Estany de Font Negra
L'Estany de Font Negra o Estany de les Abelletes (francès: étang des Abeillettes) és un llac d'origen glacial dels Pirineus, situat a cavall del terme comunal de Porta, de l'Alta Cerdanya, a la Catalunya del Nord, i parroquial d'Encamp, pertanyent a Andorra.

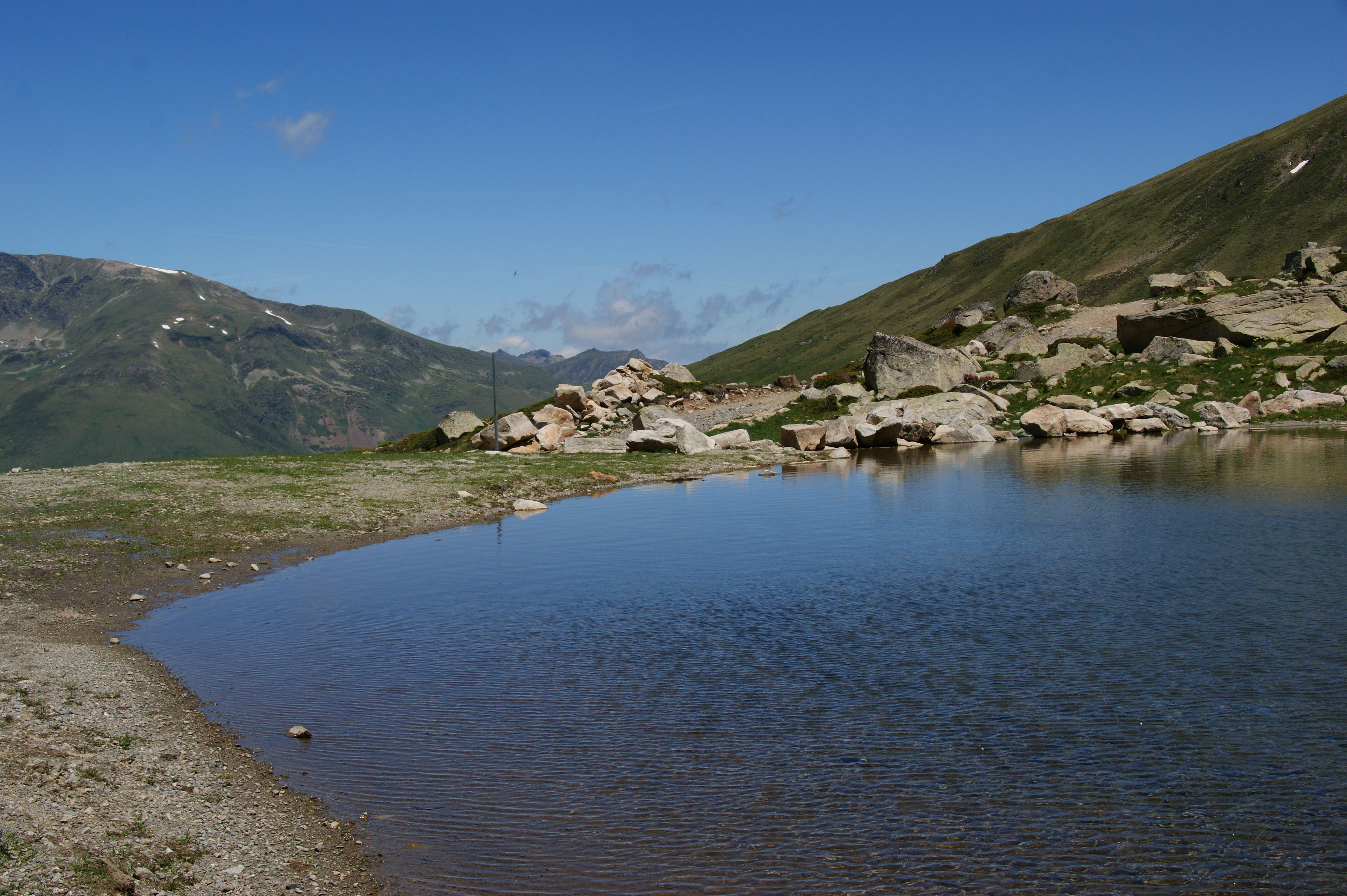
Una altra perspectiva de l'estany

És a a prop de l'extrem nord-occidental del terme de Porta i de l'oriental del d'Encamp, al nord del Pic de Font Negra, o de les Valletes, i al sud del Pas de la Casa.
L'Estany forma part del curs del Riu Arieja, que neix a prop a migdia de l'estany.
Aquest estany és molt concorregut per les rutes excursionistes que recorren els Pirineus de la zona oriental d'Andorra i occidental de la Cerdanya.

## Disputes internacionals
L'any 1988, hi ha haver diversos incidents en l'entorn de l'estany de les Abelletes per la seva aigua, la qual cosa va provocar unes negocacions bilaterals entre Andorra i l'estat francès que van durar fins 2012 que va comportar la cessió per part de França de 26 hectàrees de terreny muntanyós i estanys.